# Karel Juda
Karel Juda (28. prosince 1871 Kamenice nad Lipou – 27. ledna 1959 Praha) byl český učitel, spisovatel a publicista.

## Život
Narodil se v rodině Josefa Judy, měšťana a obuvníka v Kamenici nad Lipou, a Josefky Judové-Lendrové. Měl pět sourozenců: Josefa (1856–1941), Cecílii (1857–1936), Augustina (1861), Alžbětu (1863) a Marii (1866–1875). Byl ženatý s Bertou Štěpánovou (1878), se kterou měl adoptivní dceru Josefu.
Vystudoval reálné gymnázium v Pelhřimově r. 1893 (jako budoucí povolání měl uvedeno bohosloví). Byl středoškolským profesorem, vyučoval na reálkách v Novém Městě na Moravě, v Prostějově (1905–1906), poté byl za trest přeložen do Příboru (po incidentu s Karlem Dostálem-Lutinovem, viz Lutinov contra Juda). Následovaly reálky v Hodoníně a v Praze na Ječné ulici.
Karel Juda byl prozaik, epigramatik, humorista, satirik, rutinovaný stylista, citlivý pozorovatel i kulturně politický esejista. Psal do Švandy dudáka, Moravskoslezského denníku, Národních listů (redigoval) a Národní demokracie. Používal pseudonymy: Kapižon, Páter Vyklouz, K. Exulant, Kara Ben Jehuda.
Roku 1906 přestoupil z katolické církve k evangelicko-reformní konfesi. Je uveden jako náměstek Jaroslava Kvapila na Listině velkých hodnostářů Národní velké lóže československé v r. 1932. V Praze XII bydlel na adrese Slezská 101.

## Dílo

### Próza
- Chudé osení: směs žalu, humoru, satiry a ironik – Velké Meziříčí: Šašek a Frgal, 1902[4]
- Za plotem: humoresky a satiry – ilustroval Karel Rélink. Praha: Alois Wiesner: Alois Neubert, 1903
- Výslužky páterských trachtací. I – Prostějov: Československá sociálně demokratická strana dělnická, 1910
- Satirický komentář: pětadvacet fejetonů a črt z let 1910–1913 – Jihlava: Ondřej Kypr, 1913[4]
- Cesta do hor a jiné povídky – František Gellner. Drobná themata – Karel Juda.
- Zpěvy nejunácké a jiný humor balkánský: verše i próza z let 1913–1919 – Praha: Bedřich Kočí, 1920[4]
- Slezské dialogy: fejetony psané r. 1913 – Praha: B. Kočí, 1920
- Křest ruské říše: doplnění Havlíčkova Křtu svatého Vladimíra o tři zpěvy – Praha: Národní listy,1921[2]
- Pan kolega: vypravování o tom, jak se měl za války jeden profesor, totiž já: fejetonů a črt kniha šestá – Praha: B. Kočí, 1921

### Studie
- Václav Kosmák – Nové Město na Moravě: vlastním nákladem, 1901
- Judův případ – Prostějov: Sdružení pokrokových lidí, 1906
- Ignát Herrmann – Praha: František Topič, 1918–1935
- Světili či nesvětili?: podstata a cíle katolického klerikalismu v Československé republice – Praha: Volné myšlenky československé, 1923?
- Tomáš ze Štítného – Praha: F. Topič, 1925
- Zednářství a náboženství – kresba přednesená v L... . Plzeň: Dílna: "Josef Dobrovský", 1934
- Líšeň v obchodu, průmyslu a hospodářství – Brno: 1938

### Jiné
- VIII. umělecká výstava ve Štramberku: 4.VII.–15.VIII.1920: Poslání Štramberku: katalog výstavy – Štramberk: nákladem pořadatele, 1920
- XIII. umělecká výstava na Štramberku 1925: od 12. července do 16. srpna 1925 v nové školní budově od 9. do 12. hodiny dopolední a od 2. do 6. hodiny odpolední – Štramberk: s. n., 1925
- České diktáty pro první třídu – Nové Město na Moravě: Věstník českých professorů, 1902
- 700 let města Kamenice nad Lipou – Kamenice nad Lipou: Městské muzeum, 1948